# 鄭如儀
鄭如儀（1985年12月14日—），中華民國桃園市人，畢業於國立台灣藝術大學書畫藝術學系。為民視歌唱選秀節目《明日之星Super Star》第四位百萬關主、國語組第二位百萬關主。

## 生平
鄭如儀出生於桃園縣桃園市（今桃園市桃園區），
經由國立台灣藝術大學學校推薦參與民視歌唱選秀節目明日之星Super Star歌唱比賽，於2010年8月21日初登場，就以A-Lin歌曲「四季」，得到90.5分，在資格賽中以四搶二之姿進入衛冕賽。此後與當時衛冕者蔡幸芳數度交鋒，其間兩次平分。
2010年10月2日在資格賽中演唱孫燕姿歌曲 「我懷念的」 （页面存档备份，存于） 創下該節目國語組最高分95分的紀錄，並於挑戰賽時以梁靜茹歌曲「第三者」挑戰成功，衛冕第一關，之後一路過關斬將，於2011年3月19日以林志炫歌曲 「說不出的告別」 （页面存档备份，存于） 衛冕二十關成功，成為該節目第四位百萬關主，國語組第二位衛冕二十關的百萬關主，並寫下第一位且目前為止唯一一位於比賽期間分數都在九十分以上的參賽記錄。

## 評價
鄭如儀因其獨特的古典氣息美感，而被許多歌迷稱作「古典歌姬」。她是一個廣結善緣、有愛心的人，經常救助關懷弱勢與流浪動物，以身作則領養流浪動物並公開呼籲以領養取代購買。
其歌唱的特色為咬字清晰，具獨特的個人演唱風格，不會去模仿他人，有厚度、有亮度，還有狂野豪邁的口氣，而被歌迷封為「狂野歌姬」，往往能唱出不同於原唱的風格，甚至取代了原唱，所以名主持人胡瓜也給她取了「代原者」的稱號。其唱功亦頗受音樂人袁惟仁肯定。

## 歌唱比賽
以下是 明日之星Super Star歌唱比賽各階段歷程：

### 挑戰階段
| 集數 | 演唱歌曲／原唱                  | 分數    | 註                                                                                 |
| ---- | ------------------------------- | ------- | ---------------------------------------------------------------------------------- |
| 95   | 四季／A-LIN 人質／張惠妹        | 90.5 90 | 四搶二資格賽晉級衛冕寶座爭奪戰 蔡幸芳92分登上衛冕寶座                              |
| 96   | 猜不透／丁噹 哭了／范曉萱       | 90.5 90 | 取得挑戰資格 挑戰失敗                                                              |
| 97   | 我不難過／孫燕姿 沒有人／蕭亞軒 | 92 92.5 | 取得挑戰資格 與衛冕者同分                                                          |
| 98   | 祕密／藍又時 誠實地想你／郭采潔 | 90      | 取得挑戰資格 與衛冕者同分                                                          |
| 99   | 相見恨晚／彭佳慧                | 90      | 未取得挑戰資格                                                                     |
| 100  | 征服／那英 味道／辛曉琪         | 90 90.5 | 取得挑戰資格 挑戰失敗                                                              |
| 101  | 我懷念的／孫燕姿 第三者／梁靜茹 | 95 91.5 | 取得挑戰資格（國語組目前與王冠倩死心眼並列最高分） 衛冕1關，成為第十一任國語衛冕者 |

### 衛冕階段
| 集數 | 演唱歌曲／原唱         | 分數 | 註                     |
| ---- | ---------------------- | ---- | ---------------------- |
| 101  | 第三者／梁靜茹         | 91.5 | 衛冕1關                |
| 102  | 忽然之間／莫文蔚       | 92.5 | 衛冕2關                |
| 103  | 曾經太年輕／藍又時     | 91.5 | 衛冕3關                |
| 104  | 我也很想他／孫燕姿     | 92   | 衛冕4關                |
| 105  | 窗外的天氣／蕭亞軒     | 92   | 衛冕5關                |
| 106  | 聽說愛情回來過／蔡依林 | 91.5 | 衛冕6關                |
| 107  | 我的愛／孫燕姿         | 91.5 | 衛冕7關                |
| 108  | 記得／張惠妹           | 92   | 衛冕8關                |
| 109  | 一夜長大／梁靜茹       | 92.5 | 衛冕9關                |
| 110  | 你好不好／張惠妹       | 91.5 | 衛冕10關               |
| 111  | 如果沒有你／莫文蔚     | 92.5 | 衛冕11關               |
| 112  | This is／林曉培        | 90.5 | 衛冕12關               |
| 114  | 荒唐／黃麗玲           | 92.5 | 衛冕13關               |
| 115  | 愛／莫文蔚             | 90   | 衛冕13關，與挑戰者同分 |
| 116  | 沒那麼簡單／黃小琥     | 91   | 衛冕14關               |
| 117  | 背叛／曹格             | 93   | 衛冕15關               |
| 118  | 排山倒海／張惠妹       | 90   | 衛冕15關，與挑戰者同分 |
| 120  | 斷了線／柯以敏         | 94   | 衛冕16關               |
| 121  | 沒有菸抽的日子／張惠妹 | 94   | 衛冕17關               |
| 122  | 飄著／孫燕姿           | 91.5 | 衛冕18關               |
| 123  | 天黑黑／孫燕姿         | 94   | 衛冕19關               |
| 125  | 說不出的告別／林志炫   | 92.5 | 衛冕20關，獎金100萬    |

## 超級偶像8踢館比賽成績
| 播出日期   | 演唱歌曲   | 分數                     | 備註           |
| ---------- | ---------- | ------------------------ | -------------- |
| 2013/11/24 | 葉子／阿桑 | 88分,PK蘇玉貞（92分）.敗 | 冠軍魔王踢館賽 |

## 作品
音樂專輯

合輯名稱：《玲離盡致 2011 NEW RELEASE 林秋離 熊美玲作品新賞 第一季》 （页面存档备份，存于）

發行公司：新匯集團[發行商品]

發行日期：2012年2月28日

發行類型：國語，CD 

演唱曲目：

01renne_離別；

02renne_寵物；

04renne_情生意動；

08renne_手語；

10renne_哭砂 

丁曉雯說歌
第一集：愛得比較深／陳淑樺
第五集：我是你的人／那英                        
第九集：有情人總被無人傷/歐陽菲菲

## 相關新聞和連結
- 鄭如儀捐百萬歌唱獎金 桃園縣長有獎 （页面存档备份，存于）
- 吳縣長接見將電視選秀節目百萬獎金全數捐出的鄭如儀讚揚是「桃園之光」
- 明日之星歌唱比賽痞客官網 （页面存档备份，存于）
- 國立台灣藝術大學書畫藝術學系網站